# Celesty
Celesty — фінський павер-метал-гурт, що сформувався у 1998 у Сейняйокі. У 2002 випустили свій дебютний студійний альбом «Reign of Elements». Для свого четвертого студійного альбому, «Vendetta» (2009), гурт співпрацював із Філармонічним оркестром Тампере.

## Склад
Поточні учасники
- Кіммо Перамакі — вокал (2000-2003, 2015–дотепер)
- Арі Катаямакі — бас-гітара (1998–дотепер)
- Єре Луоккамакі — ударні (1998–дотепер)
- Джей-Пі Аланен — електрогітара, ритм-гітара (2000-2005, 2015–дотепер)
- Юха Маенпаа — клавіші (2001–дотепер)
- Тапані Кангас — ритм-гітара (1999-2010, 2015–дотепер)

Колишні учасники
- Антті Раіліо — вокал (2003-2009)
- Тоні Турунен — вокал (2009-2012)
- Теему Коскела — ритм-гітара (2005-2015)

## Часова лінія
Timeline

## Дискографія

### Демо
- Warrior of Ice (Demo) (2001)
- Times Before the Ice (Demo) (2002)

### Альбоми
- Reign of Elements (2002)
- Legacy of Hate (2004)
- Mortal Mind Creation (2006)
- Vendetta (2009)

### Збірники
- The Keepers of Jericho: A Tribute to Helloween Part II - The Chance (2003)
- Hangar of souls: Tribute to Megadeth - Holy Wars... The Punishment Due (кавер-пісні гурту Megadeth) (2005)
- Arise Records 2003 Spring Sampler CD - Revenge
- Arise Heavy Metal Magazine Sampler No 1 - Reign of Elements

### Сингли
- Fading Away (2009)

### Музичне відео
- Fading Away (2009)